# Testudobracon tatyanae
Testudobracon tatyanae är en stekelart som beskrevs av Donald L.J. Quicke och Ingram 1993. Testudobracon tatyanae ingår i släktet Testudobracon och familjen bracksteklar. Inga underarter finns listade i Catalogue of Life.